# División de Honor 1987-1988 (hockey su pista)
La División de Honor 1987-1988 è stata la 19ª edizione del torneo di primo livello del campionato spagnolo di hockey su pista. La competizione è iniziata il 13 settembre 1987 e si è conclusa il 20 marzo 1988. Il torneo è stato vinto dal Noia per la prima volta nella sua storia.

## Stagione

### Formula
La División de Honor 1987-1988 vide ai nastri di partenza quattordici club; la manifestazione fu organizzata con un girone all'italiana, con gare di andata e ritorno per un totale di 26 giornate: erano assegnati 2 punti per l'incontro vinto e un punto a testa per l'incontro pareggiato, mentre non ne era attribuito alcuno per la sconfitta. Al termine del campionato la squadra prima classificata venne proclamata campione di Spagna mentre le ultime tre retrocedettero direttamente in Primera Division, il secondo livello del campionato.

## Classifica finale
|                   | Pos. | Squadra         | Pt | G  | V  | N | P  | GF  | GS  | DR  |
| ----------------- | ---- | --------------- | -- | -- | -- | - | -- | --- | --- | --- |
| Spagna (bandiera) | 1.   | Noia            | 43 | 26 | 20 | 3 | 3  | 153 | 83  | +70 |
|                   | 2.   | Liceo La Coruña | 40 | 26 | 18 | 4 | 4  | 162 | 71  | +91 |
|                   | 3.   | Igualada        | 37 | 26 | 17 | 3 | 6  | 135 | 79  | +56 |
|                   | 4.   | Barcellona      | 36 | 26 | 17 | 2 | 7  | 137 | 78  | +59 |
|                   | 5.   | Reus Deportiu   | 36 | 26 | 16 | 4 | 6  | 142 | 103 | +39 |
|                   | 6.   | Mollet          | 28 | 26 | 12 | 4 | 10 | 100 | 83  | +17 |
|                   | 7.   | Voltregà        | 26 | 26 | 11 | 4 | 11 | 86  | 108 | -22 |
|                   | 8.   | Tordera         | 21 | 26 | 8  | 5 | 13 | 96  | 128 | -32 |
|                   | 9.   | Dominicos       | 20 | 26 | 7  | 6 | 13 | 86  | 115 | -29 |
|                   | 10.  | Alcobendas      | 19 | 26 | 7  | 5 | 14 | 80  | 137 | -57 |
|                   | 11.  | Santo Domingo   | 17 | 26 | 5  | 7 | 14 | 88  | 143 | -55 |
|                   | 12.  | Piera           | 16 | 26 | 6  | 4 | 16 | 84  | 127 | -43 |
|                   | 13.  | Lloret          | 14 | 26 | 6  | 2 | 18 | 69  | 129 | -60 |
|                   | 14.  | Cibeles         | 11 | 26 | 4  | 3 | 19 | 81  | 125 | -44 |

Legenda:
  Vincitore della Coppa del Re 1988.
      Campione di Spagna e ammessa alla Coppa dei Campioni 1988-1989.
      Eventuali squadre ammesse alla Coppa dei Campioni 1988-1989.
      Ammessa alla Coppa delle Coppe 1988-1989.
      Ammessa alla Coppa CERS 1988-1989.
      Retrocesse in Primera Division 1988-1989.
Note:
Due punti a vittoria, uno a pareggio, zero a sconfitta.